# دندروب إبطي
دندروب إبطي (الاسم العلمي:Dendrobium axillare) هو نوع من النباتات يتبع جنس الدندربيون من الفصيلة السحلبية.